# Прата Кампортачо
Пра̀та Кампорта̀чо (на италиански: Prata Camportaccio, на западноломбардски: Pràda, Прада) е малко градче и община в Северна Италия, провинция Сондрио, регион Ломбардия. Разположено е на 352 m надморска височина. Населението на общината е 2948 души (към 2013 г.).